# Natalya Neidhart
Natalie Katherine Neidhart-Wilson (sinh ngày 27/5/1982) là một đô vật chuyên nghiệp Canada-Mỹ hiện ký hợp đồng với WWE với cái tên Natalya, biểu diễn trên SmackDown, nơi cô là cựu vô địch nữ SmackDown.